# Charles Du Bos
Charles Du Bos (ur. 27 października 1882 w Paryżu, zm. 5 sierpnia 1939 w La Celle-Saint-Cloud) – francuski krytyk literacki.

## Życiorys
Był synem Angielki, w związku z czym od wczesnych lat życia znał angielską literaturę. W 1900 podjął studia na Uniwersytecie Oksfordzkim, potem od 1901 studiował w Niemczech. Zajmował się studiami nad twórczością Goethego oraz Flauberta, Mériméego i Mauriaca. Korespondował z André Gide (korespondencja ta została opublikowana w 1929 w Le Dialogue avec André Gide). Był wybitnym katolickim krytykiem literackim okresu międzywojennego, ukazującym poprzez analizę porównawczą osobowość twórcy. Swoje główne zainteresowanie jako krytyka nazywał "duszą" dzieła, która jego zdaniem wywierała wpływ na "duszę" czytelnika. W latach 1922–1937 opublikował w siedmiu tomach Approximations poświęcone m.in. Szekspirowi, Goethemu i Proustowi. Od 1908 prowadził dziennik, opublikowany w dziewięciu tomach w latach 1946-1961.